# Métro de Budapest
Le métro de Budapest est l'un des moyens de transport en commun de Budapest. Il y a deux gabarits différents : tout d'abord le métro dit du Millénium, inauguré pour le millénaire de la Hongrie (Millenniumi Földalatti Vasút ou M1) et qui est le deuxième plus ancien métro d'Europe après celui de Londres, ensuite, dans les années 1970 sous le régime communiste sont créées deux nouvelles lignes (M2 et M3), étendues par la suite, avec une quatrième ligne (M4) inaugurée le 28 mars 2014.

## Aperçu général du réseau

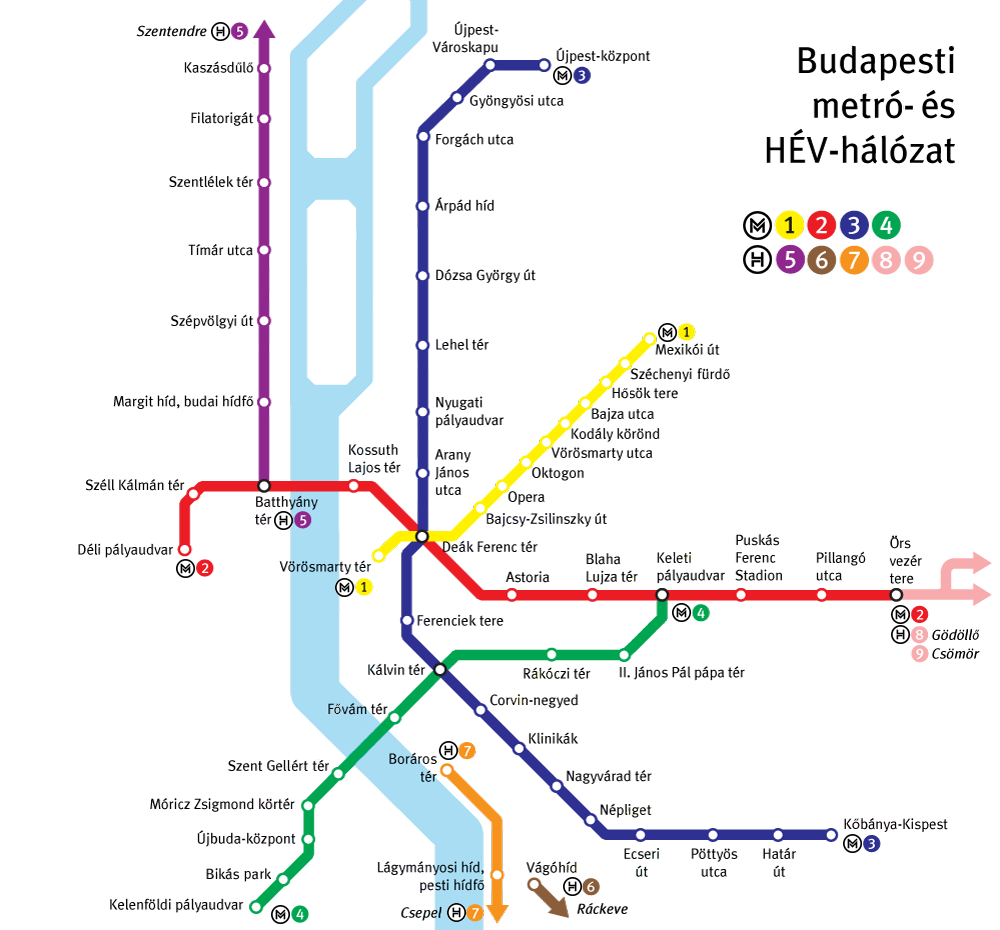
Plan général du métro (lignes 1/2/3/4) et trains de banlieue (lignes 5/6/7/8/9 : HÉV).

Le réseau du métro de Budapest comprend quatre lignes, s'étend sur 39,2 km et compte 52 stations, dont trois en surface.
Le métro fonctionne de 4 h 30 à 23 h 30 avec une fréquence de 90 secondes à 10 minutes.
Il existe des offres tarifaires très différenciées, comme des passes de trois jours. Le métro de Budapest est un réseau de transport ouvert (qui ne comporte aucun portillon ou autre système de contrôle à l'entrée). Des vérifications ponctuelles de billets sont effectuées dans les trains ou auprès de tous les passagers entrant dans une station.
Presque toutes les stations souterraines sont équipées d'escalators ; on ne trouve par contre d'ascenseurs que dans les stations rénovées. Les escalators sont réversibles, c’est-à-dire qu'on peut, en fonction des besoins, les faire fonctionner dans le sens de la montée ou de la descente.
| Ligne     | Tronçon                                   | Date ouverture | Longueur totale | Longueur en exploitation | Stations | Trains / véhicules | Intervalle minimum |
| --------- | ----------------------------------------- | -------------- | --------------- | ------------------------ | -------- | ------------------ | ------------------ |
| (M) · (1) | Vörösmarty tér ↔ Mexikói út               | 1896           | 4,4 km          | 4,2 km                   | 11       | 23 x 3 = 69        | 1' 50"             |
| (M) · (2) | Déli pályaudvar ↔ Örs vezér tere          | 1970           | 10,3 km         | 10,1 km                  | 11       | 22 x 5 = 110       | 2' 15"             |
| (M) · (3) | Újpest Központ ↔ Kőbánya-Kispest          | 1976           | 17,1 km         | 16,6 km                  | 20       | 37 x 6 = 222       | 2' 30"             |
| (M) · (4) | Kelenföldi pályaudvar ↔ Keleti pályaudvar | 2014           | 7,4 km          | 6,7 km                   | 10       | 15 x 4 = 60        | 1' 30"             |

## Matériel roulant
| Nom de la série           | Livraison   | Suppression                               | Constructeur   | Nombre de rames fabriquées | Nombre de voiture par rame | Lignes desservies     | Illustration                                                                                                 |
| ------------------------- | ----------- | ----------------------------------------- | -------------- | -------------------------- | -------------------------- | --------------------- | --- |
| Autorail Siemens & Halske | 1896        | 1973                                      | Siemens        | 20                         | 1                          | (M) · (1)             | Motrice n°19 du métro du Millénium, maintenue en état de marche, au musée du Métro, station Deák Ferenc tér. |
| Ganz MFAV                 | 1973 - 1987 | en service                                | Ganz           | 23                         | 3                          | (M) · (1)             | Une des rames de la ligne M1.                                                                                |
| Ev                        | 1970 - 1979 | 2018                                      | Metrowagonmash | 42                         | 3 à 6                      | (M) · (2) · (M) · (3) | |
| 81-717/81-714             | 1980 - 1991 | 2018 (transformées en 81-717.2K / 714.2K) | Metrowagonmash | 37                         | 3 à 6                      | (M) · (2) · (M) · (3) | |
| Ganz G2                   | 1991        | 1995                                      | Ganz           | 1                          | 6                          | (M) · (3)             | |
| 81–717,2 K/714,2 K        | 2017-2018   | en service                                | Metrowagonmash | 37                         | 6                          | (M) · (3)             | |
| Alstom Metropolis         | 2012 - 2014 | en service                                | Alstom         | 37                         | 4 (Ligne 4) 5 (Ligne 2)    | (M) · (2) · (M) · (4) | |

### Matériel actuel
Trois différents types de véhicules circulent actuellement sur le réseau : 

#### Voitures articulées Ganz
Vingt trois rames de trois caisses (29,56 m au total) fabriqués par Ganz pour la ligne M1 et mis en service en 1973.

#### Alstom Metropolis
Des rames (170 véhicules) fabriqués par Alstom Metropolis principalement à Chorzów en Pologne en 2008-2012 pour la ligne M2 (22 trains de 5 véhicules) depuis 2012 et en 2012-2014 pour la ligne M4 (15 trains de 4 véhicules). C'est au cours du premier semestre 2005 que la Compagnie des Transports de Budapest (BKV) lança un appel d'offres pour remplacer les véhicules soviétiques de la ligne 2 et fournir les véhicules de la ligne 4 en projet.  Sur un coût total estimé de 174 M€, la Banque Européenne d'Investissement devait participer à hauteur de 85 M€. Huit compagnies répondirent à cet appel d'offres. En mai 2006, la société Alstom annonce être attributaire du contrat pour 247 M€. Selon les termes du contrat, les véhicules devaient être livrés en 2008, mais la production prend du retard, client et fournisseur se rejetant mutuellement la responsabilité. Les premiers trains arrivent en octobre 2008. Les livraisons se poursuivent courant 2009, avec presque un an de retard, ainsi que les litiges concernant les véhicules.  En octobre 2010, BKV annule le contrat avec Alstom, les systèmes de freinage étant différents de ceux prévus par la réglementation hongroise. Alstom gagne une action en justice contre BKV, en perdant une autre. La ville ayant toutefois besoin de l'aide européenne pour la construction de la ligne 4 qui prend un grand retard, le Conseil municipal de Budapest, avec le maire István Tarlós à sa tête, vote le 14 juillet 2011 à une très large majorité le principe d'un nouveau contrat avec Alstom sous réserve de la levée d'exigences acceptées par le constructeur. Un nouvel accord  fut signé en août 2011 prévoyant qu'Alstom reconfigurerait les trains dans les 300 jours. La livraison des véhicules, au rythme de trois trains par mois, se terminera fin de l'année suivante en ce qui concerne la ligne 2. Les livraisons de train pour la ligne 4 débuteront en décembre 2012. Ils seront en phase de test juste avant l'inauguration de 2014.

#### 81-717.2K/714.2K
Trente sept rames de six véhicules 81-717/714 (222 véhicules) rénovés par Metrovagonmash en Russie en 2016-2018 circulent sur la ligne M3 depuis 2017. La décision de rénover les trains russes plutôt que d'en commander de nouveaux a été prise en août 2014. Un appel d'offres est lancé en novembre 2014.  Metrowagonmash fut sélectionné en juillet 2015, cette sélection fut contestée, et le contrat de rénovation de 37 trains de 6 véhicules a été signé en août 2015 pour un montant de 219 M€,. Le premier train rénové arrive en mai 2016, le suivant en novembre. Les trains entrent en service à partir de mars 2017,. Ces véhicules rénovés ne donnent pas entière satisfaction au client. La totalité des trains rénovés est en service depuis juin 2018. La nature des véhicules livrés fait l'objet de polémique tant les nouveaux véhicules ressemblent peu aux anciens,.

### Prototype abandonné

#### Ganz–Hunslet G2
Pour n'être plus dépendants de l'industrie soviétique, six véhicules (trois trains de deux véhicules) prototype furent commandés en 1983 à la société Ganz-Mavag par BKV. Les tests, prévus en 1985, ne se déroulèrent qu’en 1988 et durent se poursuivre en 1989. D’autres essais furent poursuivis en 1991, mais aucune série n’a été construite à partir des prototypes. Un seul train a fonctionné jusqu'en 1995 sur la ligne M3, après quoi il a été remisé en raison de la difficile et coûteuse opération.

### Les automatismes du métro
Le niveau d'automatisation est très différent selon les lignes :
- Sur la ligne du Millennium, c'est un système de signalisation fournie par la société Sasib qui est en place depuis 1996.
- Un appel d'offres européen pour l'automatisation de la ligne 2 est lancé en août 2003. Presque exactement un an plus tard, c'est avec Matra Transport que BKV signe un contrat d'un montant total de 26 M.€ qui comprend en particulier l’équipement de 11,2 km de ligne dont 1,2 de voie d’essai en automatismes Trainguard-MT CBTC avec radio à propagation libre et l’équipement de 26 trains d’origine russe, selon le contrat initial[31]. L'automatisation de la ligne se fait sans interruption de trafic. L’intervalle entre les rames passe ainsi de 135 à 100 secondes[32],[33].
- C'est début 1984 que fut signé le premier contrat d'automatisation de la ligne 3 avec la société Interelec[34], par la suite Matra Transport., avec la Société du métro de Budapest (Metrober) Les automatismes prévus étaient ceux du métro de Paris. Ce premier contrat fut suivi de plusieurs avenants. Les difficultés de réalisations techniques d’une partie du contrat par les entreprises locales en repoussèrent sa réalisation. Cet automatisme PA135 (de niveau GoA2).furent installés sur tous les véhicules de fabrication soviétique et sur toute la ligne à partir de 1987, en suivant les différentes extensions, dont celle de décembre 1990[35].
- Sur la ligne 4, en octobre 2006, BKV choisit Siemens pour équiper la ligne d'automatismes sans conducteur.

## La Ligne Millennium (M1)
La ligne M1 du métro de Budapest (en hongrois : Budapesti M1-es metróvonal) ou train souterrain du Millénaire (Millenniumi Földalatti Vasút) a été mise en service le 2 mai 1896, à l'occasion des festivités du millénaire de la Hongrie. C'est le second métro d'Europe (après le métro de Londres), le premier métro d'Europe continentale. La ligne comporte 11 stations et son tronçon actuel est de 4,4 kilomètres. Cette ligne relie la Place Vörösmarty (Vörösmarty tér) à l'Avenue du Mexique (Mexikói út). Elle suit principalement le cours de l'Avenue Andrássy (Andrássy út). Cette avenue avec son métro furent classés en 2002 au patrimoine mondial de l'UNESCO.Construction de la ligne du Millennium (M1).

### La construction de la ligne

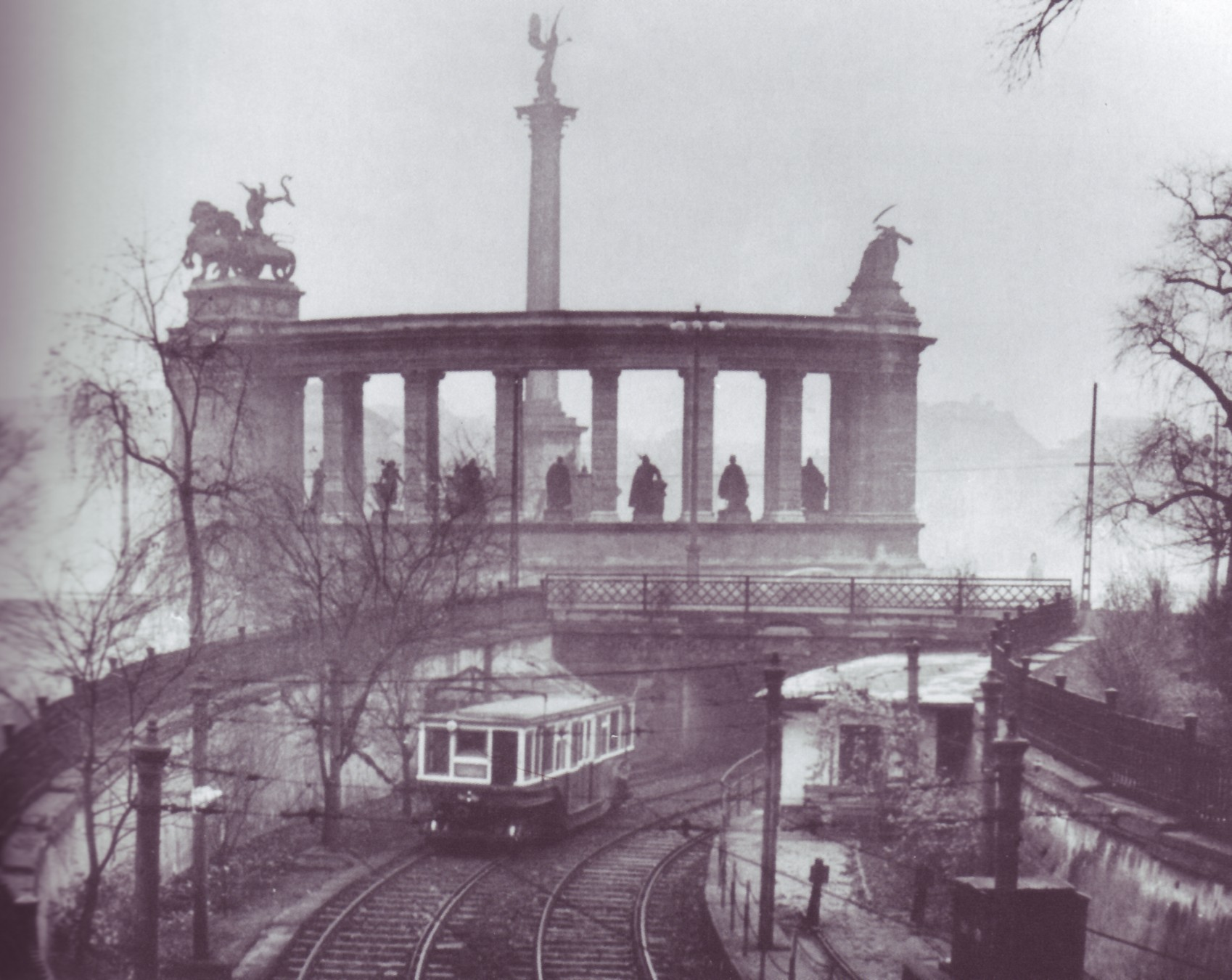
Une rame du Földalatti à Hősök tere (la place des Héros).

En 1893, la Compagnie budapestoise des trains urbains électriques (Budapesti Városi Villamosvasút, abrégé BVVV) et la Société des transports hippomobiles de Budapest (Budai Közúti Vaspálya Társaság, abrégé BKVT) étudièrent la mise en place d'une ligne de tramway commune sur Andrássy út, achevée depuis 1876. Ce projet échoua.
Le directeur de la BVVV, Mór Balázs, proposa alors de réaliser le projet de construction d'un tramway souterrain soumis par Siemens & Halske. Cette réalisation venait à point, car les autorités de la ville préparaient les fêtes du Millénaire de la fondation de la Hongrie (896). Les célébrations devaient avoir lieu au Városliget. La société Siemens & Halske, qui souhaitait également construire un métro à Berlin, fit valoir que le métro, s'il était construit, serait le premier du continent européen et que cela rejaillirait sur le prestige de la ville. Il fut donc décidé de construire la ligne de métro et de l'achever pour les Festivités du Millénaire de 1896.
Finalement les deux sociétés de transport de Budapest confièrent à la société Siemens & Halske l'exécution des travaux. La première phase commença fin avril 1894. Deux ans plus tard, le 2 mai 1896, la ligne fut mise en service  3,68 km de long dont 3,22 km de tunnel et 460 mètres en surface. La ligne était également nommée « chemin de fer sous les pavés », car elle n'était située qu'à 3 mètres de profondeur. Les coûts dépassèrent les prévisions, mais les travaux furent achevés dans les temps.
La nouvelle ligne fut baptisée földalatti, dénomination inspirée du mot anglais underground utilisé pour désigner le métro de Londres.

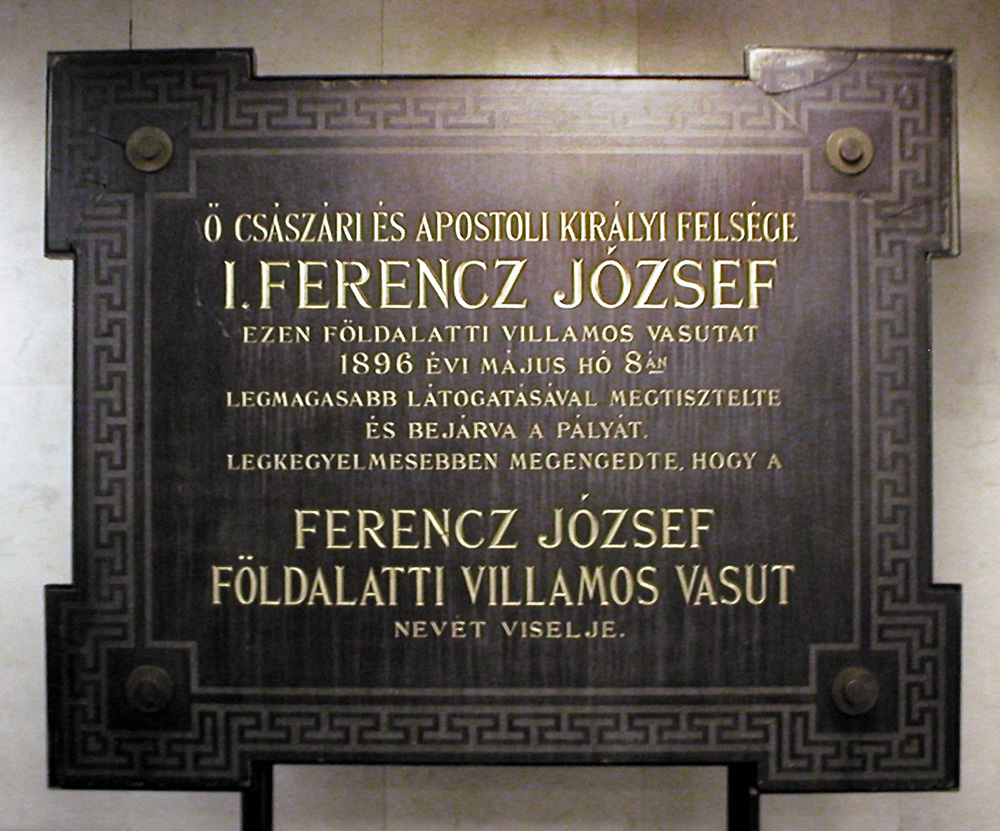
La plaque commémorative de l'inauguration du métro électrique François-Joseph.
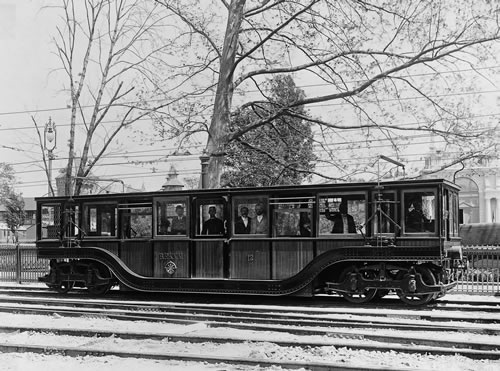
Une des premières motrices de 1896.
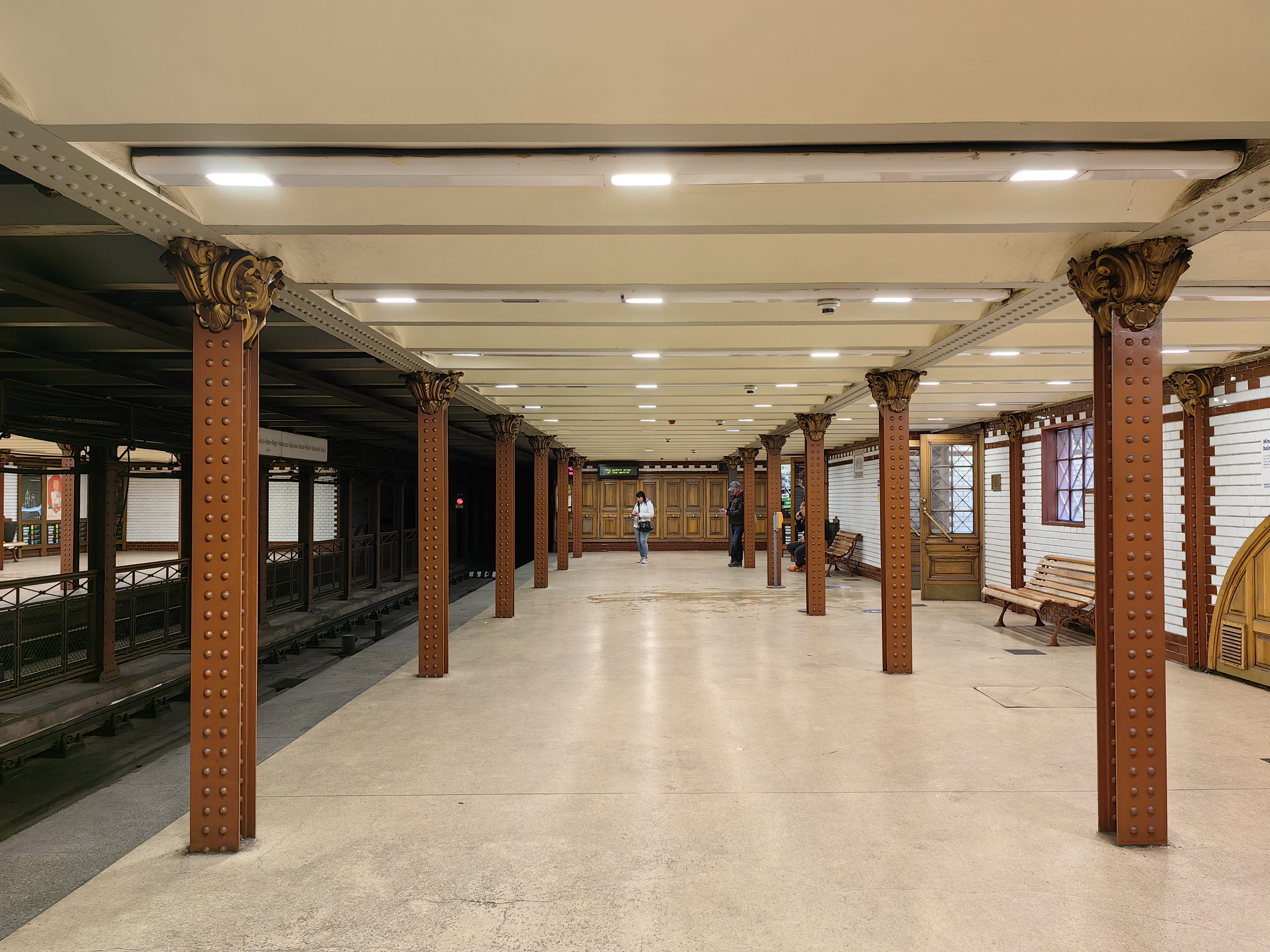
La station rénovée Opera de la ligne M1.

## La ligne Est - Ouest (M2)

### La construction de la ligne

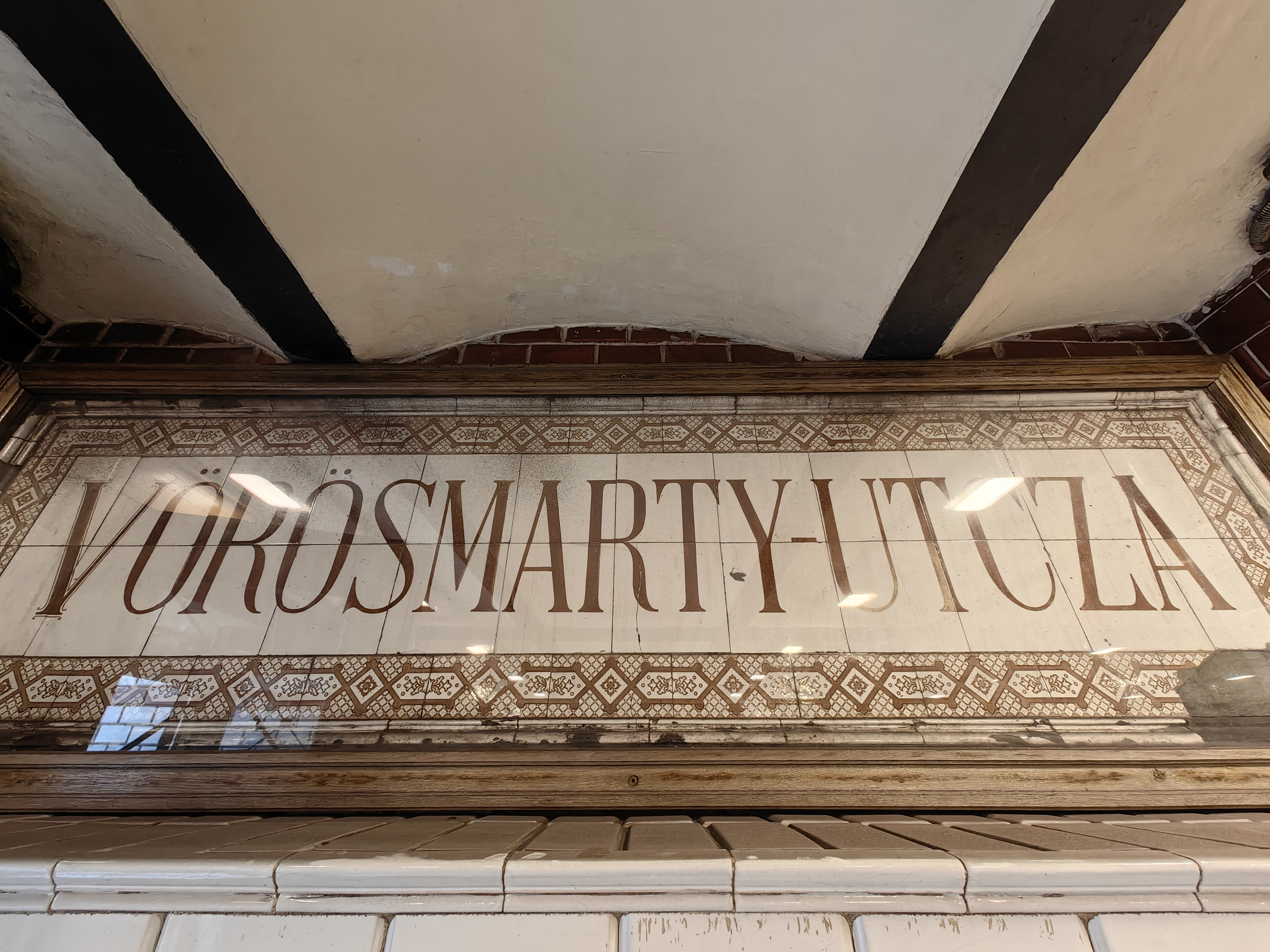
Panneau restauré de la station Vörösmarty utca.

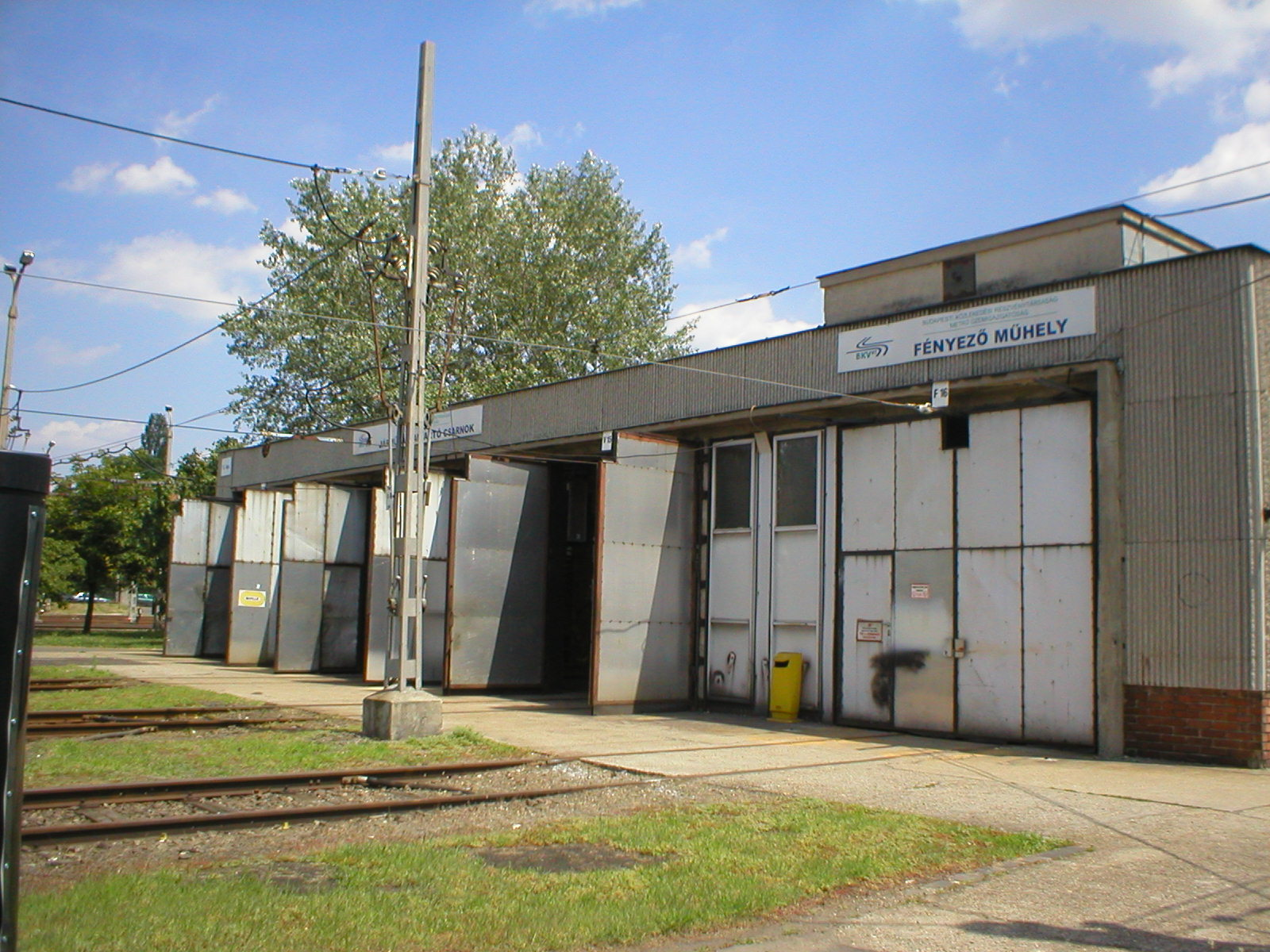
Nouvel atelier d'entretien de Mexikói út.

Dès l'ouverture de la première ligne de métro, il avait été prévu que d'autres lignes soient construites, mais celles-ci ne furent réalisées qu'un demi-siècle plus tard. Après la Seconde Guerre mondiale, la croissance de la population de Budapest (1,7 million d'habitants en 1947) entraîna la création d'un réseau qui devait comprendre une ligne nord-sud et une ligne est-ouest. La construction de la ligne est-ouest commença en 1950. Le premier tronçon allait de la station Deák Ferenc tér située près du centre jusqu'à la station Népstadion située dans l'est. Une fois achevée, cette ligne, aujourd'hui baptisée M2, devait relier Népstadion en passant par Keleti pályaudvar (Gare de l'Est) et le centre, passer sous le Danube pour s'achever à Déli pályaudvar (Gare du Sud). La ligne devait en tout faire 7,8 km.
En 1953, trois kilomètres avaient été construits. Par la suite, la situation économique de la Hongrie s'aggrava si rapidement que les travaux du métro durent être interrompus. Le tunnel amorcé servit d'entrepôt alimentaire jusqu'en 1963. À cette date, les travaux furent repris. Les plans de la ligne furent une fois de plus modifiés : vers l'est, elle devait désormais être prolongée de deux stations vers Örs vezér tere. Entre les stations Deák Ferenc tér et Blaha Lujza tér, une nouvelle station baptisée Astoria devait être créée près de l'hôtel du même nom.
L'esthétique des stations reprenait le fastueux modèle soviétique. Toutefois il ne fut pas installé de grands luminaires comme dans le métro de Moscou, car le plafond était moins élevé. Le revêtement des stations utilisait une pierre qui devait ressembler à du marbre ; les stations comportaient de longues rangées de sièges, que les autres réseaux de métro de nos jours ont abandonné, car elles se transformaient en dortoir pour les sans-abri.
Le premier tronçon de métro moderne fut mis en service en 1970 entre les stations Deák Ferenc tér et Örs vezér tere. Dès la première année, 250 000 passagers l'empruntaient chaque jour. Parallèlement commencèrent les travaux entre les stations Örs vezér tere et Pillangó utca
Deux ans plus tard, en 1972, était inauguré le tronçon Deák Ferenc tér-Déli pályaudvar, long de 3,5 km, comprenant une traversée sous-fluviale du Danube. Le nombre de passagers quotidiens doubla, passant à 500 000. La ligne M2 était désormais achevée.
Début 2004, la station Népstadion à 4 voies fut rebaptisée Stadionok.
La ligne M2 est aujourd'hui longue de 10,3 km et comprend 11 stations. Entre mai et août 2005, une partie de la ligne fut rénovée (tunnel et gares).
Depuis 2012, la ligne est équipée des véhicules construits par la société Alstom, série Metropolis.

## La ligne Nord - Sud (M3)

### La construction de la ligne

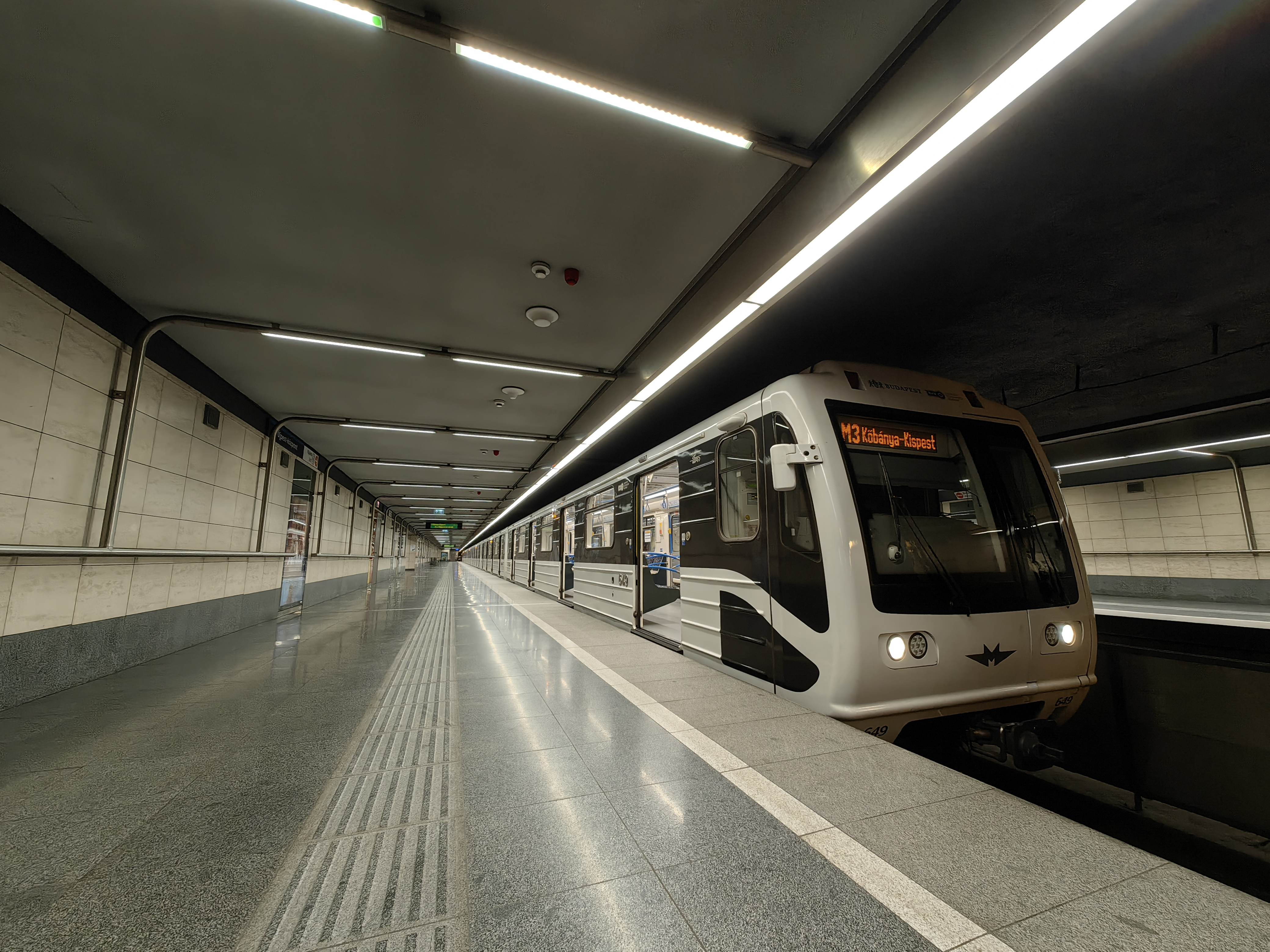
Terminus nord de la ligne M3 Újpest-Központ.

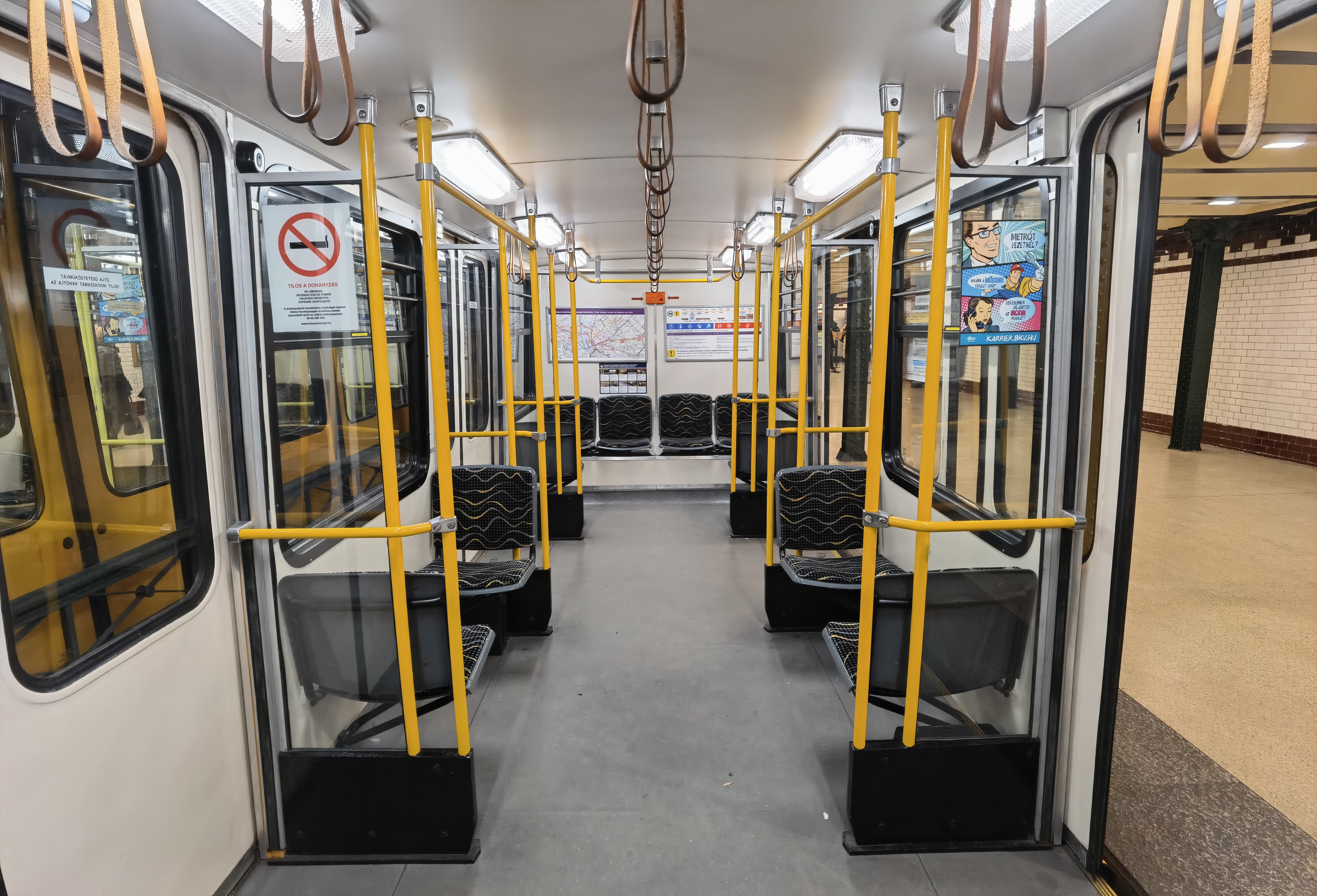
À l'intérieur d'une voiture du M1.

Les travaux de construction d'une nouvelle ligne commencèrent quelques semaines après l'inauguration de la ligne M2. Le premier tronçon de la future ligne Nord-Sud, qui est complètement incluse dans le quartier de Pest, va de la station du centre-ville Deák Ferenc tér, où les lignes M1 et M2 se croisent jusqu'à la station Nagyvárad tér. Ce tronçon comporte 5 stations et est long de 3,7 km. La ligne est construite à une profondeur intermédiaire entre celle de la ligne du Millénium construite à fleur de terre faute d'expérience à l'époque, et de la ligne M2 construite jusqu'à 60 mètres de profondeur avec des tunneliers selon les techniques en vigueur en Union soviétique. Une liaison souterraine fut construite à la station Deák Ferenc tér avec la ligne M2, car le seul atelier d'entretien des rames se trouvait alors sur cette ligne.
Après quatre années de travaux, le tronçon Deák Ferenc tér - Nagyvárad tér fut inauguré fin 1976. Les travaux se poursuivirent dans les quartiers nord et sud, car il devenait urgent de disposer d'une liaison par métro du fait de la surcharge que connaissait les lignes de tramway et de bus existantes. Après quatre ans de travaux, la ligne fut prolongée en 1980 jusqu'à la station Kőbánya-Kispest. Un atelier d'entretien fut également ouvert au terminus pour l'entretien des rames de la ligne 3, car il était devenu nécessaire de soulager l'atelier surchargé de la ligne 2.
Un an et demi plus tard, fin 1981, le tronçon nord de la ligne M3 qui avait désormais son terminus à Dózsa György út fut mis en service. Comme l'axe routier Váci út ne pouvait pas être interrompu, ce tronçon fut construit avec un tunnelier. Il était désormais possible, en utilisant le métro au prix d'une seule correspondance, de rallier les principales gares de Budapest. La gare de l'Est (Keleti pályaudvar), la gare du Sud (Déli pályaudvar) et la gare de l'Ouest (Nyugati pályaudvar).
Il fallut autant de temps pour prolonger la ligne d'une seule station (Árpád híd) : celle-ci entra en service fin 1984.
Après de nombreuses difficultés financières - l'économie planifiée montrait clairement ses faiblesses - la ligne M3 fut prolongée, fin 1990, jusqu'à la station Újpest-Központ. Sur cette section, les quais sont situés de part et d'autre des voies, et un carrossage en aluminium remplace la pierre, avec des coloris identiques d'une station à l'autre.

## La ligne M4 du métro
Le choix du design du métro se fit par vote électronique et les budapestois privilégièrent un modèle inspiré du métro du Millennium.
La ligne M4 a été ouverte en 2014. Elle a une longueur de 7,4 km et comporte 10 stations. Sa direction générale est Sud-Ouest - Nord-Est. Elle joint la gare Kelenföldi Pályaudvar à la gare Keleti Pályaudvar.

## Le projet de correspondance métro - ligne suburbaine / Métro suburbain, ligne 5
Le projet serait la construction d'une correspondance entre la ligne de métro de Budapest M2 et la ligne de banlieue HÉV vers Gödöllő (H8) et Csömör (H9) à la station Örs vezér tere. Le projet consiste à construire une nouvelle station de métro à Örs vezér tere, une nouvelle station sur la ligne 2 reliant Puskás Ferenc Stadion et Pillangó utca, deux nouvelles stations sur le tronçon du HÉV, reliant deux stations existantes en sous-sol, déviant l'extrémité est de la ligne HÉV avec un nouvel alignement et la construction d'un nouveau dépôt.
Ce projet fait partie d'un projet plus vaste qui consisterait à intégrer le réseau du métro avec celui des cinq lignes suburbaines, numérotées de 5 à 9, totalisant 104 km et 71 stations. Une transformation de la ligne HÉV 5 (21 km, 17 stations) en cinquième ligne de métro a été proposée. Une étude de faisabilité est en cours. Ce projet n'est toutefois pas finalisé.

## Musée du métro
Un espace d'exposition consacré au métro de Budapest a été aménagé en 1975 dans une section désaffectée de la station Deák Ferenc tér. On peut y voir des éléments de mobilier récupérés d'anciennes stations au moment de leur modernisation (un guichet, divers panneaux, objets) et, surtout, une rame de deux voitures d'origine, composée des motrices 1 et 19 restaurées et maintenues en état de marche.